# Smen

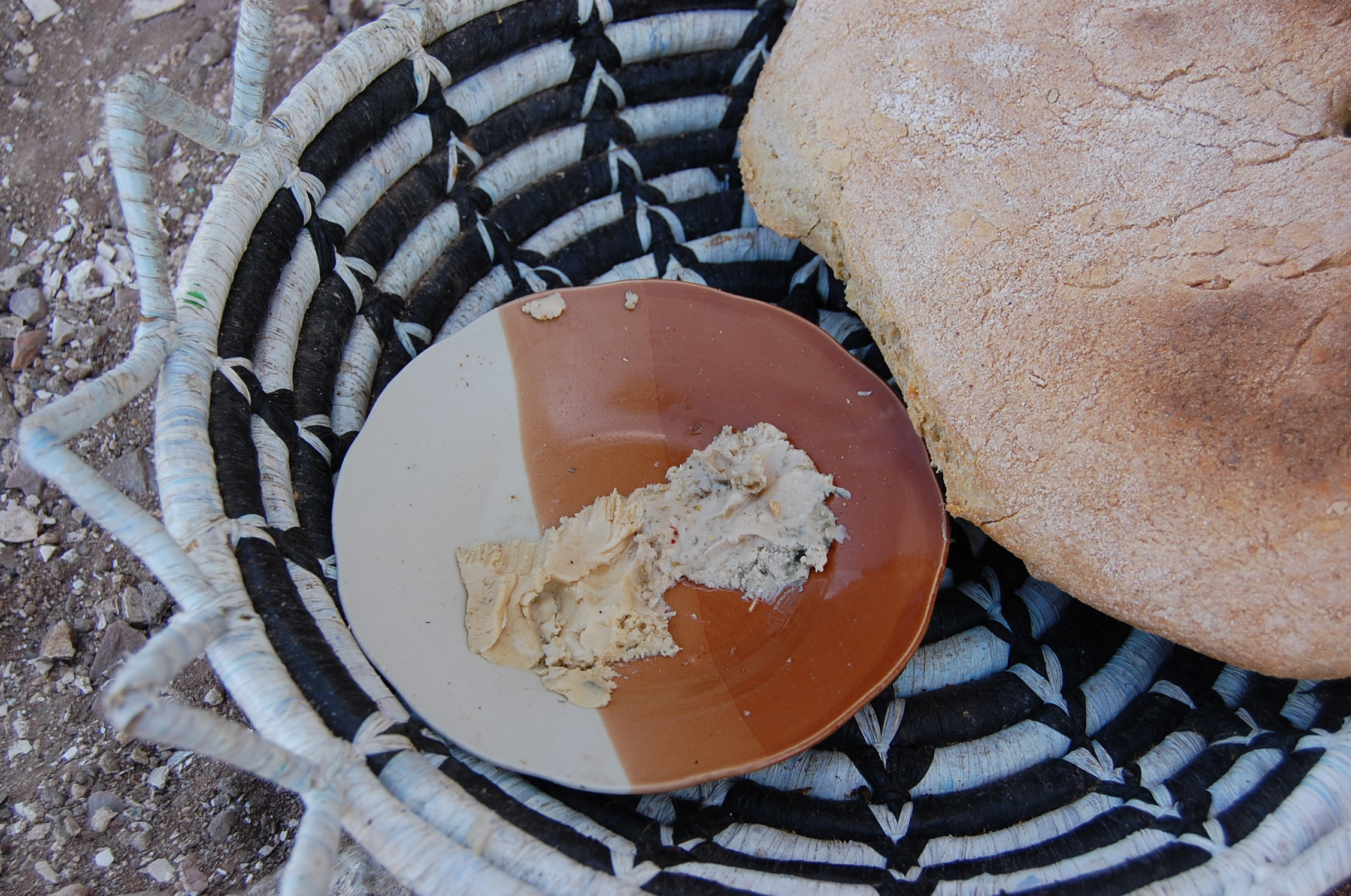
En tallrik med Smen.

Smen är ett slags konserverat skirat smör som är vanligt i de nordafrikanska köken. Smöret kokas, saltas och smaksätts ofta med örter. Smaken är kraftig och förstärks med tiden. Smen kan ätas med bröd, och även användas i annan matlagning.